# Lekkoatletyka na Igrzyskach Imperium Brytyjskiego 1930 – bieg na 220 jardów mężczyzn
Bieg na dystansie 220 jardów mężczyzn był jedną z konkurencji lekkoatletycznych rozgrywanych podczas I Igrzyskach Imperium Brytyjskiego w 1930 roku w kanadyjskim mieście Hamilton. Zwycięzcą tej konkurencji został reprezentant Anglii Stanley Engelhart. W rywalizacji wzięło udział dwudziestu dwóch zawodników z ośmiu reprezentacji.

## Finał
| Place | Athlete           | Time  |
| ----- | ----------------- | ----- |
| 1     | Stanley Engelhart | 21,8  |
| 2     | John Fitzpatrick  | b. d. |
| 3     | William Walters   | b. d. |
| 4     | Roy Hamilton      | b. d. |
| 5     | James Ball        | b. d. |
| 6     | Werner Gerhardt   | b. d. |

## Zawodnicy którzy odpadli w fazie eliminacyjnej
- John Hanlon - trzeci w pierwszym biegu eliminacyjnym
- Gerald Halley - czwarty w pierwszym biegu eliminacyjnym
- Gregory Power - 5-7 w pierwszym biegu eliminacyjnym
- Ralph Adams - 5-7 w pierwszym biegu eliminacyjnym
- Johannes Viljoen - 5-7 w pierwszym biegu eliminacyjnym
- Napoleon Bourdean - trzeci drugim biegu eliminacyjnym
- Willie Legg - czwarty w drugim biegu eliminacyjnym
- George Golding - 5-7 w drugim biegu eliminacyjnym
- W. J. Simmons - 5-7 w drugim biegu eliminacyjnym
- Joe Eustace - 5-7 w drugim biegu eliminacyjnym
- Alan John Elliott - trzeci w trzecim biegu eliminacyjnym
- Frederick McBeth - czwarty w trzecim biegu eliminacyjnym
- David Belvin - 5-8 w trzecim biegu eliminacyjnym
- Arthur Scott - 5-8 w trzecim biegu eliminacyjnym
- Henry Higgins - 5-8 w trzecim biegu eliminacyjnym
- Ian Borland - 5-8 w trzecim biegu eliminacyjnym